# Chlorops avalonensis
Chlorops avalonensis är en tvåvingeart som beskrevs av Spencer 1986. Chlorops avalonensis ingår i släktet Chlorops och familjen fritflugor. Inga underarter finns listade i Catalogue of Life.